# جون ميلس (نحات)
جون ميلس (بالإنجليزية: John W. Mills)‏ هو نحات بريطاني، ولد في 4 مارس 1933 في بلهام، لندن في المملكة المتحدة.